# Dunmore (Pennsylvania)
Dunmore ist ein Borough im Lackawanna County im US-Bundesstaat Pennsylvania. Das U.S. Census Bureau hat bei der Volkszählung 2020 eine Einwohnerzahl von 14.042 auf einer Fläche von 23,3 km² ermittelt.  Sie ist Teil der Metropolregion Scranton-Wilkes-Barre.

## Geschichte
Der erste Weiße, der den Boden des heutigen Dunmore betrat, war Nikolaus Ludwig von Zinzendorf aus Sachsen im Jahr 1742 als Missionar bei den Eingeborenen, den Munsee-sprechenden Delawares.
Das Territorium, das nun Dunmore umfasst, wurde 1754 von der Susquehanna Company of Connecticut von den Eingeborenen gekauft und wurde zur Township Providence. Die ersten Siedler in der Gegend von Dunmore kamen 1771 und stammten ursprünglich aus Connecticut. William Allsworth gründete hier 1783 ein Gasthaus. Im Sommer 1795 begannen Charles Dolph, John Carey und John West mit der Rodung und dem Pflügen von Land in der Nachbarschaft von „Bucktown“ oder „Corners“, wie dieses Gebiet genannt wurde.
Das Dorf, das nur aus vier Häusern bestand, fristete ein Schattendasein, bis die Pennsylvania Coal Company es in den Jahren 1847–1848 zu einer wachsenden und vielfältigen Siedlung machte. Von 1903 bis 1945 wurde Dunmore durch die Interurban Lackawanna and Wyoming Valley Railroad erschlossen.
1875 wurde das Township Providence aufgelöst und das Land in verschiedene kleinere Gemeinden und Städte aufgeteilt, darunter auch Dunmore. Heute ist Dunmore ein Borough, der an die Stadt Scranton grenzt.

## Demografie
Nach einer Schätzung von 2019 leben in Dunmore 12.954 Menschen. Die Bevölkerung teilt sich im selben Jahr auf in 92,6 % Weiße, 1,3 % Afroamerikaner, 0,1 % amerikanische Ureinwohner, 4,3 % Asiaten, 0,1 % Ozeanier und 0,4 % mit zwei oder mehr Ethnizitäten. Hispanics oder Latinos aller Ethnien machten 4,7 % der Bevölkerung aus. Das mittlere Haushaltseinkommen lag bei 59.806 US-Dollar und die Armutsquote bei 10,6 %.

## Persönlichkeiten
- Harry P. O’Neill (1889–1953), Politiker
- Joseph Kopacz (* 1950), römisch-katholischer Geistlicher, Bischof von Jackson
- Vic Fangio (* 1958), Football-Trainer